# Julia Stegner

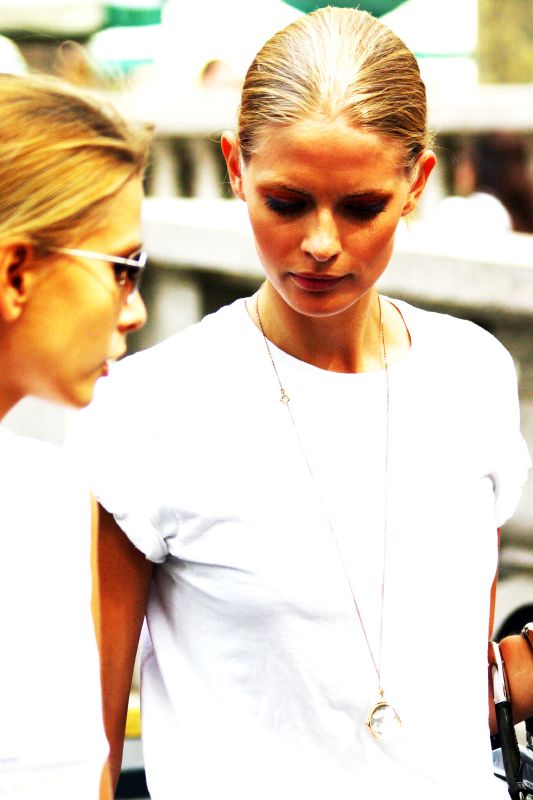
Julia Stegner (2007)

Julia Stegner (* 2. November 1984 in München) ist ein deutsches Model.

## Leben
Stegner wurde 1999 im Alter von 14 Jahren von der Agenturchefin von Louisa Models auf dem Münchner Oktoberfest entdeckt und von ihr unter Vertrag genommen. Hauptberuflich zu modeln begann sie erst mit 18 Jahren nach ihrem Realschulabschluss. Bei einem ihrer ersten Jobs war sie als „Sparbuchmodel“ für die oberösterreichische VKB-Bank tätig. Der Durchbruch gelang ihr 2003, als sie die Modenschau von Yves Saint Laurent in Paris eröffnete.
In einer 2005 durchgeführten  Markenbewertungsstudie der Firma BBDO, die die zu erwartenden Einkommensströme internationaler Top-Models evaluierte, landete Stegner in der weltweiten Rangliste mit einem Markenwert von 36,5 Millionen Euro hinter Karolína Kurková auf Platz 2. Im selben Jahr erhielt sie den Bambi 2005 in der Kategorie „Shootingstar“. Im Pirelli-Kalender 2005 wurde Stegner als „Miss September“ abgebildet. 2007 wurde sie von Vanity Fair zur bestgekleideten Frau Deutschlands und vom Stern zum „wichtigsten deutschen Model“ gewählt.
Von 2005 bis 2011 war sie für die Fashionshows von Victoria’s Secret tätig. Zudem hatte sie Werbeverträge mit Maybelline, Céline, Chloé, H&M, Guerlain, Dolce & Gabbana und Yves Saint Laurent. Für die Berliner Modewoche 2009 war sie als Botschafterin engagiert.
Julia Stegner lebt in New York City, wo sie im Frühjahr 2014 den australischen Fotografen Benny Horne heiratete. Im Mai 2014 wurde eine gemeinsame Tochter geboren.